# .ee
.ee este un domeniu de internet de nivel superior, pentru Estonia (ccTLD).